# Димитър Михайлов (общественик)
Вижте пояснителната страница за други личности с името Димитър Михайлов.
Димитър Василев Михайлов е български просветен и обществен деец от Македония.

## Биография
Михайлов е роден на 12 октомври 1873 година в Битоля, тогава в Османската империя, в семейство по произход от леринското село Пътеле. Средно образование получава в гръцката класическа гимназия в Битоля, а висше – слявянска филология – в Софийския университет. В Мюнхенския университет специализира класическа филология и византология (1905).
След като завършва образованието си работи като учител в Първа софийска мъжка гимназия за 8 години, а после за 2 години в Първа софийска девическа гимназия. Учителства 20 години в Софийската духовна академия, а след това става секретар на Българската екзархия и инспектор на българските училища в Турция за период от 5 години. За една година преподава гръцки език във Военната академия в София в 1914 година.
През Балканската война е доброволец в Македоно-одринското опълчение и служи в лазарета.
На Учредителния събор на македонските бежански братства, провел се от 22 до 25 ноември 1918 година в София, Михайлов е представител е на Битолското братство и е избран за подпредседател на Изпълнителния комитет на Съюза на македонските емигрантски организации. Комитетът изпраща през февруари 1919 година до Парижката мирна конференция „Мемоар“, в който се иска присъединяване на Македония към България или, ако това е невъзможно – Самостоятелна Македония под покровителството на Великите сили.
Михайлов е масон и след Деветоюнския преврат заедно с генерал Тодор Марков и Елиа Арие посещават масонската ложа в Цариград, за да се опитат да защитят новото българско правителство. От началото на 1932 г. е лектор по старогръцки език в Софийския университет, а от януари и председател на Македонския национален комитет.
Димитър Михайлов е убит на 16 май 1932 година в София от дееца на протогеровисткото крило във ВМРО Георги Узунов или от Христо Трайков и Блажо Варналийчето, на погребението му на 19 май същата година се стичат хиляди души. Иван Михайлов пише за Димитър Михайлов:
| „ | Битоля, родният град на Димитър Михайлов, с гордост може да посочва негото име на редицата на най-заслужилите на българщината битолчани. От младини още Михайлов е бил участник в македонското народно дело. И чрез заслугите си, и чрез върховната си жертва, презаслужено записа името си в историята на нашия народ. | “ |

Синът на Димитър Михайлов Васил Михайлов завършва курса на Софийската духовна семинария и следва в Богословския факултет на Софийски университет, и между 1938 и 1940 година е свещеник в македоно-българската църква „Св. Кирил и Методий“ в Торонто.
- Ведомост за заплатата на училищния инспектор и главен учител на българските училища във Велешката епархия Димитър Михайлов за август 1913 г.
- Некролог на Михайлов от Леринското благотворително братство „Свобода“, София.
- Некролог на Михайлов от Македонския национален комитет, София.